# PostNL
PostNL N.V. – holenderskie ogólnokrajowe przedsiębiorstwo pocztowe, z siedzibą w Hadze. Firma działa w Holandii, Niemczech, Włoszech, Belgii i Wielkiej Brytanii. Firma zapewnia uniwersalną dostawę w Holandii i jest notowana na giełdzie Euronext Amsterdam.
Przedsiębiorstwo, obecnie całkowicie sprywatyzowane, wywodzi się od państwowej instytucji Staatsbedrijf der Posterijen, Telegrafie en Telefonie (PTT; z niderl. „Państwowe Przedsiębiorstwo Poczty, Telegrafii i Telefonii”), ustanowionej w 1799 roku. W 1996 roku PTT podzielono na PTT Post (usługi pocztowe) i PTT Telecom (usługi telekomunikacyjne). Od 1998 roku spółka była częścią grupy TNT N.V., świadczącej usługi logistyczne na rynku międzynarodowym. W 2002 roku PTT Post zmieniło nazwę na TPG Post, a w 2006 roku na Koninklijke TNT Post. 25 maja 2011 roku ze spółki TNT N.V. odłączony został oddział zajmujący się świadczeniem usług kurierskich – TNT Express, a w spółce pozostał jedynie oddział pocztowy. 31 maja TNT N.V. zmieniło nazwę na obecną – PostNL.